# Yukikaze (contratorpedeiro de 1939)
O Yukikaze (雪風) foi um contratorpedeiro operado pela Marinha Imperial Japonesa e a oitava embarcação da Classe Kagerō. Sua construção começou em agosto de 1938 no Arsenal Naval de Sasebo e foi lançado ao mar em março de 1939, sendo comissionado na frota japonesa em janeiro do ano seguinte. Era armado com uma bateria principal composta por canhões de 127 milímetros e oito tubos de torpedo de 610 milímetros, tinha um deslocamento carregado de mais de duas mil toneladas e alcançava uma velocidade máxima de 35 nós (65 quilômetros por hora).
O Yukikaze teve uma carreira ativa na Segunda Guerra Mundial. Ele apoiou a invasão das Filipinas em 1941 e no ano seguinte participou das batalhas do Mar de Java, Midway, Salomão Orientais e Ilhas Santa Cruz, além de outras ações. Em 1944 esteve presente nas batalhas do Mar das Filipinas e Golfo de Leyte, também acompanhando o couraçado Yamato na Operação Ten-Go em 1945. Foi um dos poucos contratorpedeiros japoneses a sobreviverem a guerra, sendo entregue à Taiwan e servindo como Dan Yang até ser descomissionado em 1966 e desmontado.